# Mikuláš Kusánský

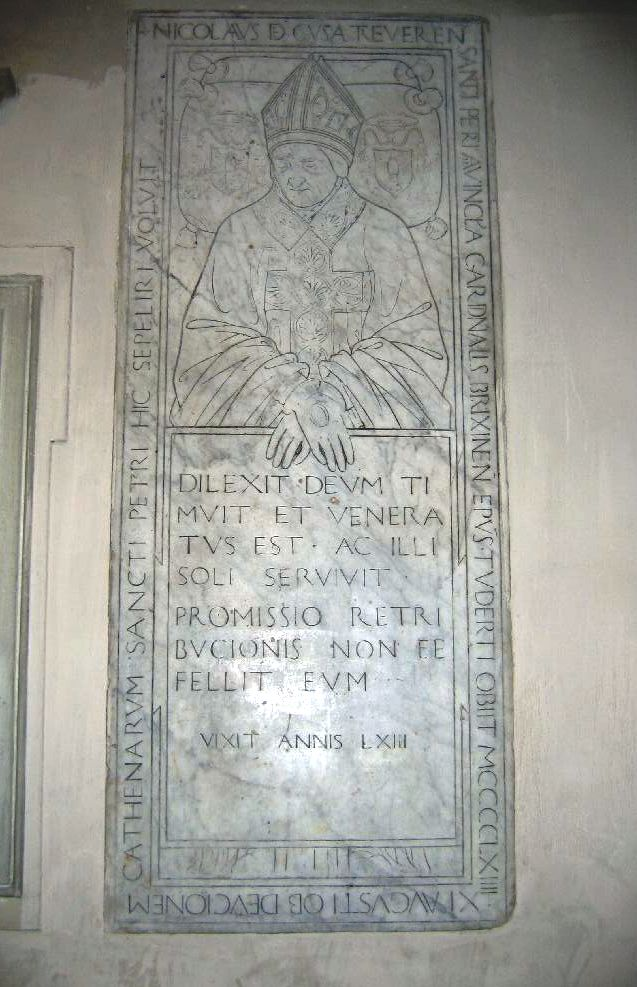
Náhrobek v kostele San Pietro in vincoli v Římě

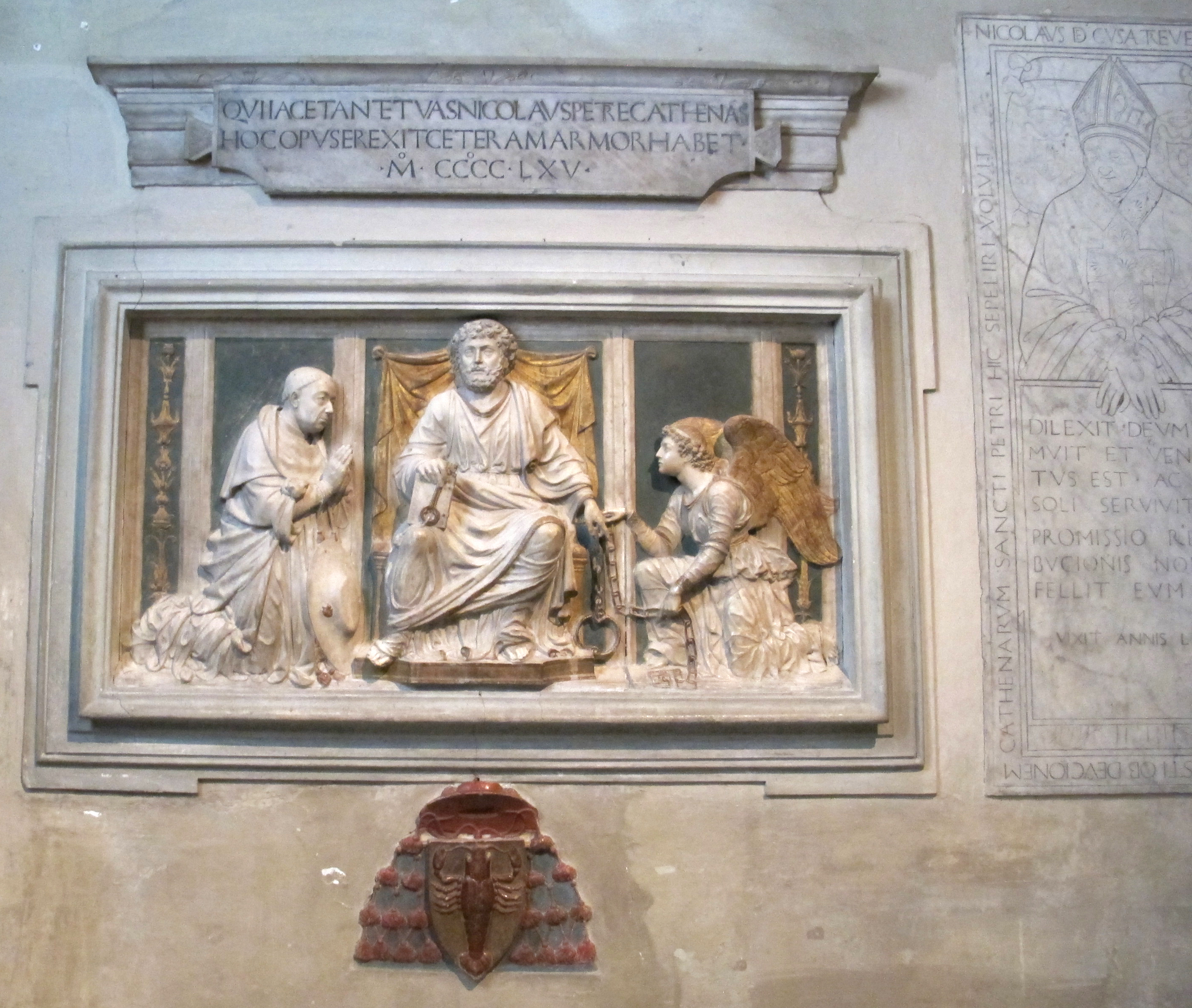
Andrea Bregno, Sv. Petr s okovem mezi Mikulášem Kusánským a andělem. Kostel San Pietro in vincoli v Římě

Ilustrissimus Mikuláš Kusánský, také Cusanus, Kusánus nebo z Kusy, německy Nikolaus von Kues, vlastním jménem Johann Chrypffs (Krebs), 1. srpna? 1401 Kues ([kús], dnes Bernkastel-Kues, Německo – 11. srpna 1464 Todi, Umbrie) byl katolický kněz (biskup, později dosáhl titulu kardinála) a diplomat, renesanční filozof, teolog a všestranný učenec, který silně ovlivnil novověké myšlení včetně J. A. Komenského. Podle některých byl největším evropským myslitelem 15. století.

## Život
Narodil se v německém Kues (dnes Bernkastel-Kues) na řece Mosele jako syn zámožného měšťana, loďaře a obchodníka s vínem Johanna Krebse. Protože nechtěl být obchodníkem, odešel ve dvanácti letech z domova k hraběti Manderscheidovi a s jeho synem odejel do Holandského Deventeru, kde vstoupil do řádové školy „Bratří společného života“. Tento řád patřil k duchovnímu hnutí "devotio moderna", jehož zakladatel Geert Groote pobýval také v Praze, kde studoval také jeho nástupce Radewijn. Od roku 1416 studoval Mikuláš na univerzitě v Heidelbergu a v letech 1417–1422 v Padově práva, zajímal se však více o teologii, filozofii a přírodní vědy. Zde se setkal s novoplatónismem Pseudo-Dionysia Areopagity, s nastupujícím humanismem a seznámil se s významným matematikem Paolo Toscanellim a s budoucím kardinálem Giulianem Cesarinim.
Po návratu do Německa prohrál svůj první soudní proces a věnoval se už jen filozofii a církevní službě. V Kolíně nad Rýnem se seznámil s dílem Mistra Eckharta, které na něj mělo trvalý vliv. Se svým přítelem Cesarinim odejel roku 1431 do Švýcarska na basilejský církevní koncil, který měl řešit reformu církve. Mikuláš i Cesarini zastávali tzv. konciliarismus, tj. názor, že nejvyšší autoritou v církvi má být všeobecný sněm, později se však přidali na stranu papeže.
S papežskou delegací odjel do Konstantinopole, ohrožené Turky, kde se jednalo o smíření západní a východní církve. Na sněmech ve Ferraře a ve Florencii (1439) se Mikuláš seznámil s dalšími významnými mysliteli a teology, zejména s G. Plethonem a kardinálem Bessarionem, a přičinil se o narovnání mezi papežem a císařem i o kompaktáta s husity. Roku 1448 se stal kardinálem a snažil se o reformy církve v Německu; pro jeho zásadovost se ho odpůrci pokusili roku 1452 otrávit a roku 1454 jen stěží unikl z vězení Zikmunda Tyrolského. V posledních letech svého života jako biskup v Brixenu se věnoval hlavně filozofii a vědám, ale účastnil se i jednání o ukončení stoleté války mezi Francií a Anglií. Roku 1464, na jedné ze svých cest zemřel v severoitalském Todi (Umbrie). Je pohřben v bazilice San Pietro in Vincoli v Římě.

## Myšlení
Východiskem a základem Kusánova myšlení je novoplatónská metafysika Jednoho, u Mikuláše ovšem křesťanská: Bůh je jeden ve třech osobách. V souladu se svou celoživotní snahou smiřovat spory byl Mikuláš jedním z prvních myslitelů o možnostech míru mezi různými náboženstvími: „Tak dostává jeden Bůh u různých národů vždy jiné jméno, přesto že je všude a ve všem jeden.” Na druhé straně jej však nelze vystihnout žádnými pojmy, neplatí ani, že je, ani že není, nýbrž stojí nad obojím.
Mezi Bohem a člověkem zprostředkuje vesmír jako uspořádaný celek, kde velkou roli hraje geometrie a matematika, neboť podle přesných matematických poměrů a zákonů jej Bůh stvořil. Tak jako oko odráží („kontrahuje”) všechny věci, kontrahuje vesmír Boha a každá věc svým jedinečným způsobem svět. Tuto zprostředkující roli přebírá v pozdějších Mikulášových spisech lidská mysl. Vesmír podle Kusána není absolutně nekonečný, ale nemůže mít žádné meze či okraje, a tedy ani střed, resp. jeho střed je všude; ani naší Zemi tedy nemůže patřit žádné privilegované postavení a i na jiných nebeských tělesech by mohli žít lidé. Podobně ztrácejí smysl pojmy jako „nahoře" nebo „dole". Zda se nám něco zdá být v klidu nebo v pohybu, závisí na našem vlastním postavení, takže ani o Zemi nelze říci, že by byla nehybná. V našem světě vládnou protiklady, které ale v nekonečnu splývají (Kusánova coincidentia oppositorum, na niž později navázal Hegel). V reálném světě ovšem nic není dokonalé a přesné, takže i lidské poznání je nutně omezené, Mikulášova „poučená nevědomost” či „vědění o nevědění” (docta ignorantia), která je vlastním cílem poznání i filozofie, připomíná Sokratovo „vím, že nic nevím”. Také (a na prvním místě) o Bohu můžeme tedy říci spíš, co nebo jaký není, než co nebo jaký je (tzv. apofatická nebo negativní teologie).

## Vědění a měření
Mikulášova knihovna a sbírka astronomických přístrojů, které se zachovaly v jím založeném špitálu v Bernkastelu, dokládají neobyčejnou šíři jeho zájmů, včetně zájmu o vědu. Roku 1436 předložil Basilejskému koncilu návrh na reformu kalendáře, která se ovšem prosadila až o 150 let později. Vedle matematiky, geometrie a astronomie se zabýval také geografií a v jednom ze svých dialogů i úplnou novinkou – vážením. To se sice už od pravěku užívalo v obchodě, teprve u Kusána se však dostává do spojitosti s vědou.
Na rozdíl od geometrie, která pracovala s ideálně přesnými poměry délek, ploch nebo úhlů, k vážení se používají konvenční jednotky, závaží, a výsledky jsou vždycky jen přibližné – mohou však být stále přesnější. To byly dva hlavní důvody, proč se starší věda vážením nezabývala. V dialogu Soukromník o pokusech s vahami rozvíjí Mikuláš úvahu o tom, že všechny rozdíly mezi látkami se musí nějak projevit i na jejich specifické váze (resp. hustotě). Pečlivým a opakovaným vážením by se tedy měly dát rozlišit nejen různé látky, ale třeba i dobrá a špatná voda, moč zdravého a nemocného člověka a podobně. Systematické vážení, které poskytuje kvantitativní (číselné) údaje, by se tak podle něho mohlo a mělo stát základem nového a daleko spolehlivějšího poznání než dosavadní úvahy o kvalitách. Mikuláš, resp. jeho Soukromník, pak stručně navrhuje program vědy jako kolektivního shromažďování, porovnávání a vyhodnocování spolehlivých měření, který by dokonce měly podporovat vlády. Tato myšlenka se pak znovu objevuje až u R. Descarta o dvě století později a definitivně se prosadí až ve 20. století.

## Význam a vliv
„Otcem renesančního platonismu byl největší evropský myslitel 15. století – Mikuláš Kusánský.“
Dílo Mikuláše Kusánského překvapuje neobyčejným bohatstvím originálních nápadů, často jen naznačených, které však po staletí inspirovaly filozofy i vědce. Jeho matematika otevřela zkoumání nekonečna, zejména nekonečně malých veličin, a přivedla Leibnize na myšlenku infinitesimálního počtu. Jeho kosmologie pohyblivého, matematicky řízeného vesmíru inspirovala M. Koperníka, J. Keplera i G. Bruna a myšlenku vesmíru, který není nekonečný, a přesto je bez hranic, dokázal přesně zformulovat teprve A. Einstein.
Z filozofů to byl například Leonardo da Vinci, ale zejména Leibniz, Hegel a Schelling, kdo se nadšeně hlásili ke kusánovské inspiraci. Zcela mimořádným způsobem ovlivnily myšlenky Mikuláše Kusánského mladého Komenského. Jak sám později uvádí, četl je už v mládí v kompendiu norimberského lékaře U. Pindera z roku 1510, které na něho udělalo veliký a trvalý dojem. Jak ukázal Jan Patočka, našel zde Komenský alternativu ke scholastickému obrazu světa a celou řadu důležitých představ, které pak ve svých spisech (zejména v Labyrintu světa, Hlubině bezpečnosti a ve Všeobecné rozpravě) rozvinul.
V moderní době se Kusánským zvláště zabývali Ludwig von Bertalanffy, Karl Jaspers a Jan Patočka.

## Dílo

### V češtině
Z pera Z. Neubauer vyšel 2009 v knize O čem je věda? překlad:
- Trialogus de Possest (1460)

Z pera P. Flosse a Karla Flosse 2003 vyšel překlad:
- O vrcholu zření (1464)

Ve výboru P. Floss – J. Patočka 2001 vyšlo:
- O učené nevědomosti (1440)
- O skrytém Bohu (1446)
- O ne-jiném (1462)
- Soukromník o mysli (1450)
- Soukromník o zkušenostech s vahami (1450)

### V jiných jazycích
- Seznam spisů na Internetu
- (latinsky) Digitalizované vydání spisů z roku 1565 (Basilej)[nedostupný zdroj]
- (německy) Spisy v překladu Scharpffově
- (latinsky) De docta ignorantia
- (latinsky)(německy)(anglicky) http://www.cusanus-portal.de/